# Glenea kraatzii
Glenea kraatzii är en skalbaggsart som beskrevs av Thomson 1865. Glenea kraatzii ingår i släktet Glenea och familjen långhorningar.
Artens utbredningsområde är Filippinerna. Inga underarter finns listade i Catalogue of Life.